# Гончаров, Валентин Иванович
Валентин Иванович Гончаров (1937, Витебская область) — советский государственный деятель, новатор производства, бригадир сварщиков Белорусского автомобильного завода. Кандидат в члены ЦК КПСС в 1971—1976 годах. Депутат Верховного Совета СССР 9-го созыва.

## Биография
В 1956 году окончил 9 классов средней школы.
В 1956—1960 годах — служба в Военно-морском флоте СССР.
В 1960—1966 годах — подсобный рабочий, диспетчер, слесарь прессово-сварочного цеха Белорусского автомобильного завода города Жодино Минской области.
Член КПСС с 1962 года.
В 1966—1969 годах — газоэлектросварщик, с 1969 года — бригадир комплексной бригады газоэлектросварщиках прессового цеха Белорусского автомобильного завода города Жодино Минской области.
Потом — на пенсии.

## Награды и звания
- орден Ленина
- орден Трудового Красного Знамени
- медали